# ふじが丘山手
ふじが丘山手（ふじがおかやまて）は、大分県大分市の地名。現行行政地名はふじが丘山手一丁目からふじが丘山手三丁目。住居表示実施済区域。

## 地理
大分市の稙田地区に属し、南東に大字寒田、南に大字岡川、西に大字田尻、北にふじが丘南と接している。

## 歴史

### 沿革
- 2022年（令和4年）1月8日 - 住居表示を実施に伴い、大字田尻、大字寒田、大字岡川の各一部（通称はふじが丘山手区）から、ふじが丘山手一丁目からふじが丘山手三丁目を新設[5]。

### 町名の変遷
| 実施後             | 実施年月日              | 実施前（各町名ともその一部、公称のみ）                 |
| ------------------ | ----------------------- | ------------------------------------------------------ |
| ふじが丘山手一丁目 | 2022年（令和4年）1月8日 | 大字田尻、大字寒田、大字寒田字八丸、大字岡川（各一部） |
| ふじが丘山手二丁目 | 2022年（令和4年）1月8日 | 大字田尻、大字寒田（各一部）                           |
| ふじが丘山手三丁目 | 2022年（令和4年）1月8日 | 大字田尻、大字寒田、大字岡川（各一部）                 |

## 世帯数と人口
2022年（令和4年）3月31日現在（大分市発表）の世帯数と人口は以下の通りである。
| 丁目・通称         | 世帯数  | 人口    |
| ------------------ | ------- | ------- |
| ふじが丘山手一丁目 | 189世帯 | 403人   |
| ふじが丘山手二丁目 | 269世帯 | 582人   |
| ふじが丘山手三丁目 | 130世帯 | 283人   |
| ふじが丘山手区     | 14世帯  | 33人    |
| 計                 | 602世帯 | 1,301人 |

## 学区
市立小・中学校に通う場合、学区は以下の通りとなる（2022年4月時点）。
| 丁目               | 番・番地等 | 小学校             | 中学校               |
| ------------------ | ---------- | ------------------ | -------------------- |
| ふじが丘山手一丁目 | 全域       | 大分市立田尻小学校 | 大分市立稙田南中学校 |
| ふじが丘山手二丁目 | 全域       | 大分市立田尻小学校 | 大分市立稙田南中学校 |
| ふじが丘山手三丁目 | 全域       | 大分市立田尻小学校 | 大分市立稙田南中学校 |

## その他

### 日本郵便
- 郵便番号 : 870-1184[2]（集配局 : 大分南郵便局[7]）。